# Universidad (episodio de Los Soprano)
"Universidad" (título original en inglés: "College") es el quinto episodio de la serie de HBO Los Soprano. Fue escrito por David Chase, productor ejecutivo y creador de la serie, y James Manos, Jr.; dirigido por Allen Coulter. El capítulo fue estrenado el 7 de febrero de 1999 en Estados Unidos.
El capítulo recibió muy buenas críticas por parte de los medios de comunicación y fue considerado como uno de los mejores de la serie por la revista Time y ocupó el segundo puesto de la lista de "Los 100 mejores episodios de televisión de la historia" por TV Guide'.

## Protagonistas
- James Gandolfini como Tony Soprano.
- Lorraine Bracco como Dr. Jennifer Melfi.
- Edie Falco como Carmela Soprano.
- Michael Imperioli como Christopher Moltisanti.
- Dominic Chianese como Corrado Soprano, Jr. *
- Vincent Pastore como Pussy Bonpensiero. *
- Steven Van Zandt como Silvio Dante. *
- Tony Sirico como Paulie Gualtieri. *
- Robert Iler como Anthony Soprano, Jr.
- Jamie-Lynn Sigler como Meadow Soprano.
- y Nancy Marchand como Livia Soprano. *

* = sólo en los créditos

### Protagonistas invitados
- Paul Schulze como Padre Phil.
- Tony Ray Rossi como Fred Peters.
- Oksana Lada como Irina Peltsin.
- Lisa Arning como esposa de Peters.
- Ross Gibby como camarero.
- Mark Kamine como decano.
- Michael Manetta como empleado de la gasolinera.
- Keith Nobbs como estudiante de Bowdoin.
- Luke Reilly como Lon Le Doyene.
- Sarah Thompson como Lucinda.
- Olivia Brynn Zaro como hija de Peters.

## Fallecidos
- Fabian "Febby" Petrulio: asesinado por Tony Soprano durante el viaje en visitas a las universidades con Meadow.